# Nadlesk
Nadlesk este o localitate din comuna Loška dolina, Slovenia, cu o populație de 154 de locuitori.